# Sinopanorpa nangongshana
Sinopanorpa nangongshana är en näbbsländeart som beskrevs av Cai, Hua in Cai, Huang och Hua 2008. Sinopanorpa nangongshana ingår i släktet Sinopanorpa och familjen skorpionsländor. Inga underarter finns listade i Catalogue of Life.